# Fuerte Longone

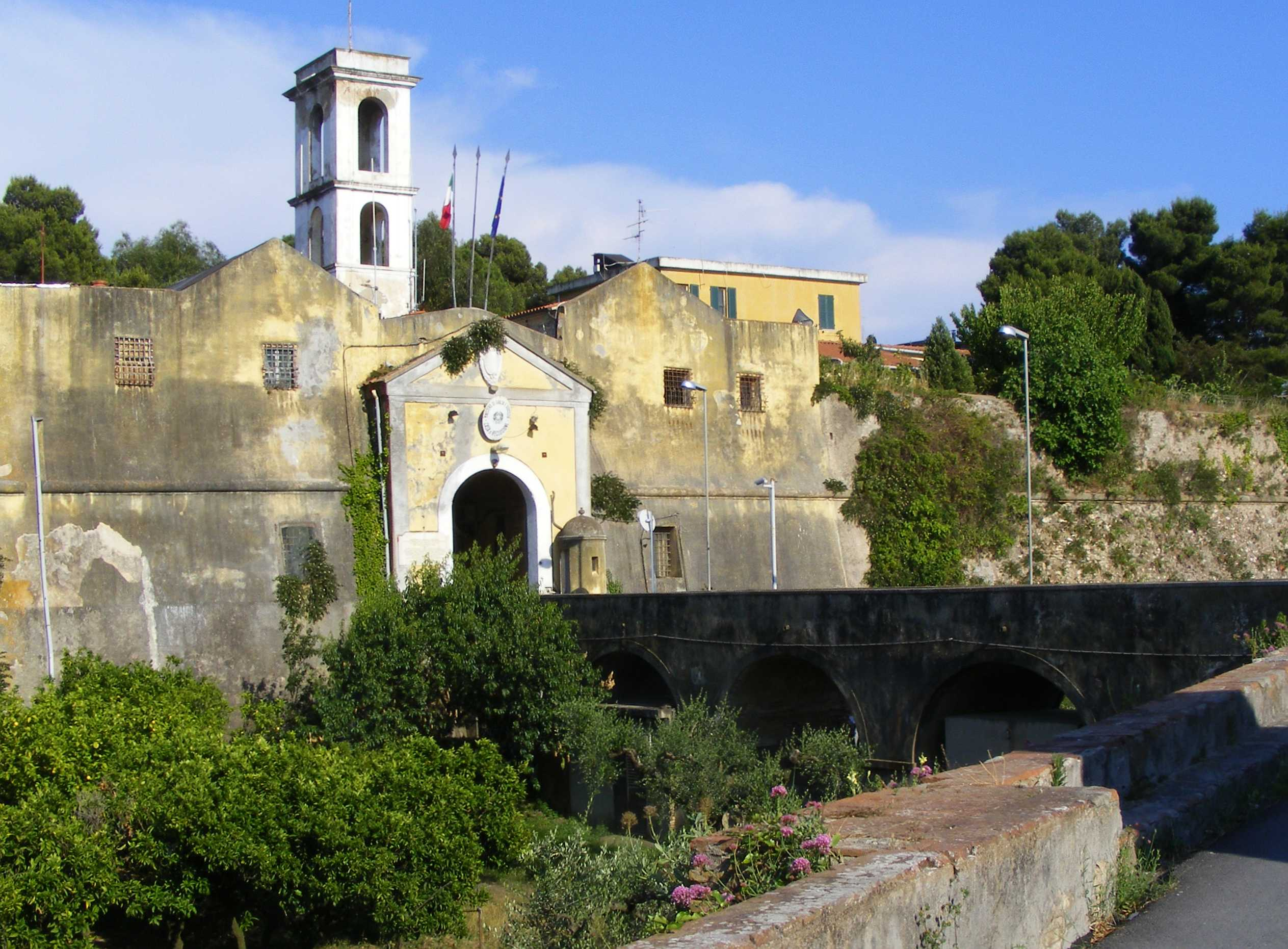
Puerta de acceso al fuerte español

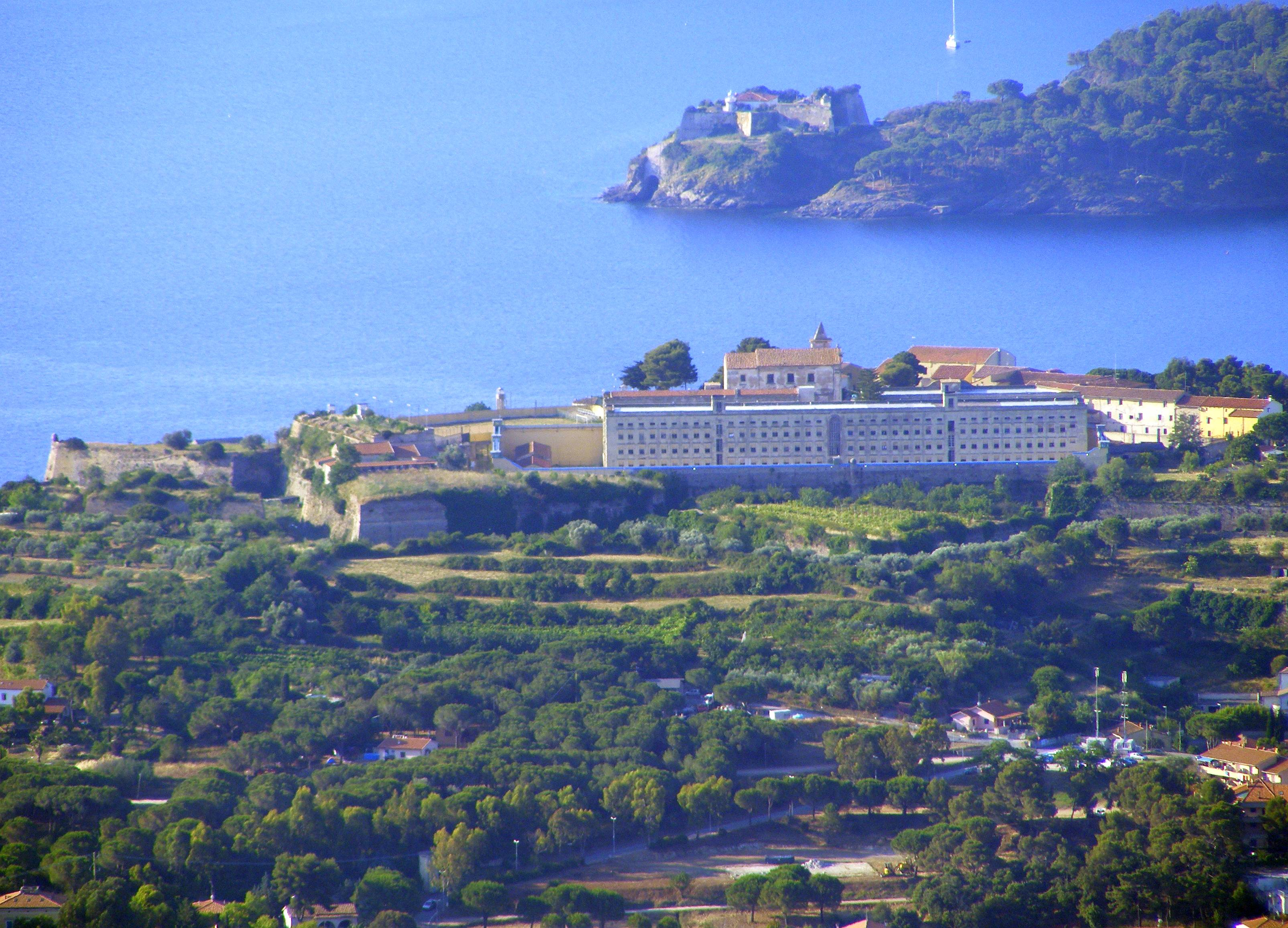
Vista general del Longone y entorno (al fondo el Fuerte Focardo)

El Fuerte Longone, o Forte di Longone (también conocido como Fuerte de Santiago o Forte San Giacomo, y en el siglo XVII como Fuerte Benaventano, porque el supervisor de la construcción del fuerte fue el quinto conde de Benavente, provincia de Zamora, España), es una gran fortificación costera situada en el municipio de Porto Azzurro, a lo largo de la costa sureste de la isla de Elba frente al canal de Piombino. Se ubica en el promontorio que domina desde el este la bahía del puerto.

## Historia
El imponente complejo fortificado fue construido por los españoles a inicios del siglo XVII, reinando Felipe III, para potenciar el sistema defensivo costero del Estado de los Presidios, cuyo territorio incluía también parte de la costa oriental y meridional de la isla de Elba. La fundación de la fortaleza comenzó la mañana del 8 de mayo de 1603, cuando una flota española desembarcó hombres y pertrechos en la bahía de Mola. El virrey de Nápoles Juan Alonso Pimentel de Herrera (Giovanni Pimentel), conde de Benavente, dirigió las operaciones (en su honor, el fuerte tomó también los nombres de Forte Pimentel y Forte Beneventano). Las obras se encomendaron a don García de Toledo, que se inspiró en la ciudadela de Amberes. La obra se terminó prácticamente en tres años (aunque los reajustes la afectarían hasta al menos el siglo XVIII), 1603-1605, y costó 300.000 escudos, una cifra no muy elevada para la época. 
El motivo de su construcción fue la intención ibérica de contrarrestar el peso estratégico de Portoferraio (del Gran Ducado de Toscana), que representaba una espina clavada en el tráfico del alto Tirreno. La nueva plaza iba a desempeñar un papel protagonista en la historia de la isla durante dos siglos.
Longone fue visto inmediatamente como una amenaza, especialmente por Francia. En 1646, el cardenal Mazarino envió una flota para tomar el fuerte. A pesar de la feroz resistencia, la guarnición se vio obligada a rendirse, y la victoria fue recibida con satisfacción en Francia. 
Los españoles no tardaron en reorganizarse. En 1650, Don Juan de Austria, hijo de Felipe IV, pagó a los franceses con la misma moneda. De nuevo, el asedio fue muy duro pero costoso para los transalpinos, que tuvieron que rendirse tras perder la mitad de sus hombres.
En 1708, la fortaleza se convirtió en escenario de la guerra de sucesión española. Esta vez la guarnición tuvo que enfrentarse a la alianza que se puso del lado del emperador. Gracias a la intervención del apoyo francés, esta vez aliado con los ibéricos, el asedio se rompió con grandes pérdidas enemigas.
En 1722, hubo un intento de insurrección en la plaza. Cuatrocientos soldados, dirigidos por un oficial austriaco, tal vez con la intención de vengar el desaire imperial de unos años antes, planearon el asesinato del comandante del fuerte Alaun. El plan fue descubierto, los cabecillas detenidos y juzgados en consejo de guerra, y finalmente ejecutados.
En 1759 se produjo la separación formal entre el reino de Nápoles y Madrid. Las guarniciones españolas en Toscana, incluido Longone, fueron asignadas al nuevo estado borbónico (Nápoles). Durante este periodo, se llevaron a cabo obras de refuerzo de la fortaleza. Así lo atestigua el Gran Duque de Toscana Pietro Leopoldo, que visitó el lugar en 1769. Cuenta 1.200 hombres, divididos en tres batallones, 180 cañones, y anota: 

La tropa está mal mantenida y muy sucia, muchos oficiales están mal alojados y todo es caro.

 Otro testimonio sobre las malas condiciones de la fortaleza lo cuenta el viajero inglés Richard Coalt Hoare: un soldado que había escapado de Longone a Portoferraio acusado de un crimen cometido en territorio toscano, prefirió las galeras lorenesas a la vida militar borbónica.
En 1799, el ejército francés de Napoleón ocupó Elba. Longone, a pesar del mal ambiente que reinaba en su guarnición, se levantó en armas llamando al pueblo de Elba a resistir la ocupación. La alianza entre los soldados napolitanos y los rebeldes isleños, quitando algunos errores, resultó un éxito: no sólo se rompió el sitio de Longone, sino que los franceses se vieron obligados a atrincherarse en Portoferraio, donde tuvieron que izar la bandera blanca unas semanas más tarde.
Tras la paz de Luneville, en virtud de ciertos tratados, la isla pasó a Francia. Por consiguiente, la guarnición de Longone tuvo que entregarse a sus antiguos enemigos, los franceses. El 10 de enero de 1805, un incendio en la armería de San Filippo provocó una impresionante explosión en el interior del fuerte, con el resultado de tres muertos, numerosos soldados y civiles heridos y grandes daños en los edificios. El 8 de abril de 1810 se descubrió otro intento insurreccional: al parecer, los soldados alemanes de la guarnición habían planeado hacer explotar un polvorín para entregar el fuerte a los británicos (en el contexto de las guerras napoleónicas); todos los conspiradores fueron pasados por las armas. Peor aún, la situación degeneró en 1814, cuando el águila napoleónica cerró sus alas: un grupo de insurrectos llegó a atacar al comandante del fuerte, Gottman, y a su personal.
El derrotado Napoleón llegó a la isla en 1814 como gobernante del nuevo estado, el   Principado de la Isla de Elba. El corso visitó el fuerte Longone e hizo renovar algunas habitaciones para convertirlo en su tercera residencia oficial en Elba. Aunque no estaba al nivel de las otras dos, lo llamó pomposamente palacio. Además, permaneció allí 19 días, del 5 al 24 de septiembre.
Con el siglo XIX, cuando Elba pasó íntegramente al Gran Ducado de Toscana, se acabó la importancia militar del fuerte: las nuevas tecnologías bélicas y una concepción moderna de la defensa dejaron obsoletas estas estructuras. En 1842, la guarnición de Longone se redujo así a 31 soldados (un cuerpo de cañoneros guardacostas, más tarde fusionado en el batallón insular de guardacostas), un capellán y un cirujano. Las funciones originales de avistamiento y defensa se llevaron a cabo hasta mediados del siglo XIX.
En 1856 se creó una compañía correccional para soldados indisciplinados y dos años más tarde la fortaleza se preparaba para recibirla. En la práctica, se estaban sentando las bases para convertir el establecimiento militar en una prisión. De hecho, ya en la época napolitana se deportaban aquí convictos, pero en aquella época la función de baño penal aún no era relevante. Fue con el nuevo Reino de Italia cuando Longone se convirtió en una penitenciaría civil a todos los efectos. La propuesta partió de los habitantes de Longone, que en aquellos años atravesaban una crisis económica devastadora: la nueva institución representaba un recurso laboral para ellos. Así pues, al antiguo ergastolo (ergástula) se unió otro edificio, el nuevo ergastolo, con 296 celdas, y a principios del siglo XX se construyó un tercer edificio y servicios independientes.
Longone adquirió enseguida una reputación siniestra: su mera mención evocaba las tristes condiciones de vida de los reclusos y el lugar donde iban a parar los parias de la sociedad. Esta reputación se acentuó aún más bajo el fascismo, cuando no pocos presos políticos acudieron a la cárcel, considerada uno de los lugares de reclusión más infames de Italia. Fue también para sacudirse la mencionada reputación que en 1947 los Longonesi pidieron cambiar el nombre de su ciudad por uno más pacífico, Porto Azzurro. En la posguerra, el número máximo de prisioneros se alcanzó entre 1950 y 1953, con hasta 1.100 personas. A partir de entonces, el número disminuyó gradualmente y las condiciones de vida mejoraron paulatinamente.

## Descripción
El Fuerte Longone se presenta como una imponente fortificación situada en posición dominante en lo alto del promontorio de Porto Azzurro. Su nombre procede de la antigua denominación de la localidad en la que se encuentra, que antes de asumir su nombre actual se llamaba de hecho «porto Longone». La fortificación presenta una planta estrellada a modo de polígono de forma pentagonal irregular; los muros cortina exteriores, revestidos en algunos tramos de ladrillo y en otros de piedra, se caracterizan por la presencia de poderosos basamentos, que a lo largo de los lados que dan a tierra estaban originalmente bordeados por fosos para aumentar las garantías de seguridad de la estructura defensiva costera. 
El lado noroeste, el de tierra, era el más protegido y contaba con un foso excavado en la roca viva bien custodiado. Este lado requería contrafuertes exteriores, bajos y sin blindaje, pero capaces de hacer pasar un mal rato a un ataque enemigo. El perímetro interior mide 1.700 metros, el exterior 2.500, ocupando una superficie de 3.000 metros cuadrados. La longitud máxima alcanza los 650 metros, mientras que los lados del cuadrado interior tienen una media de 350 metros. La fortaleza podía albergar a dos mil soldados.
El armamento era grande, compuesto por numerosas piezas de artillería de diversos calibres. No sabemos exactamente con cuántos cañones estaba armada la plaza, pero el gran duque de Toscana Pietro Leopoldo llegó a contar 180 en 1769. Los edificios del interior no eran pocos. Los edificios más llamativos eran dos: el palacio del gobernador y el palacio de los oficiales, que, además de viviendas, albergaban almacenes y un granero.
Había diez barracones de soldados, agrupados en dos grupos, además de un grupo de barracones de madera. Otros edificios eran dos prisiones, un hospital, dos talleres de armas, dos molinos, tres polvorines, un horno de pan y siete casas de guardia. La plaza de armas estaba en el centro y había una iglesia dedicada a Santiago el Mayor, de estilo barroco, y una capilla dedicada a Santa Bárbara. Había once aljibes, pero de capacidad modesta.
En el siglo XX se construyeron otras estructuras dentro del complejo para llevar a cabo las funciones para las que se utiliza actualmente, centro penitenciario.

### Iglesia de Santiago el Mayor

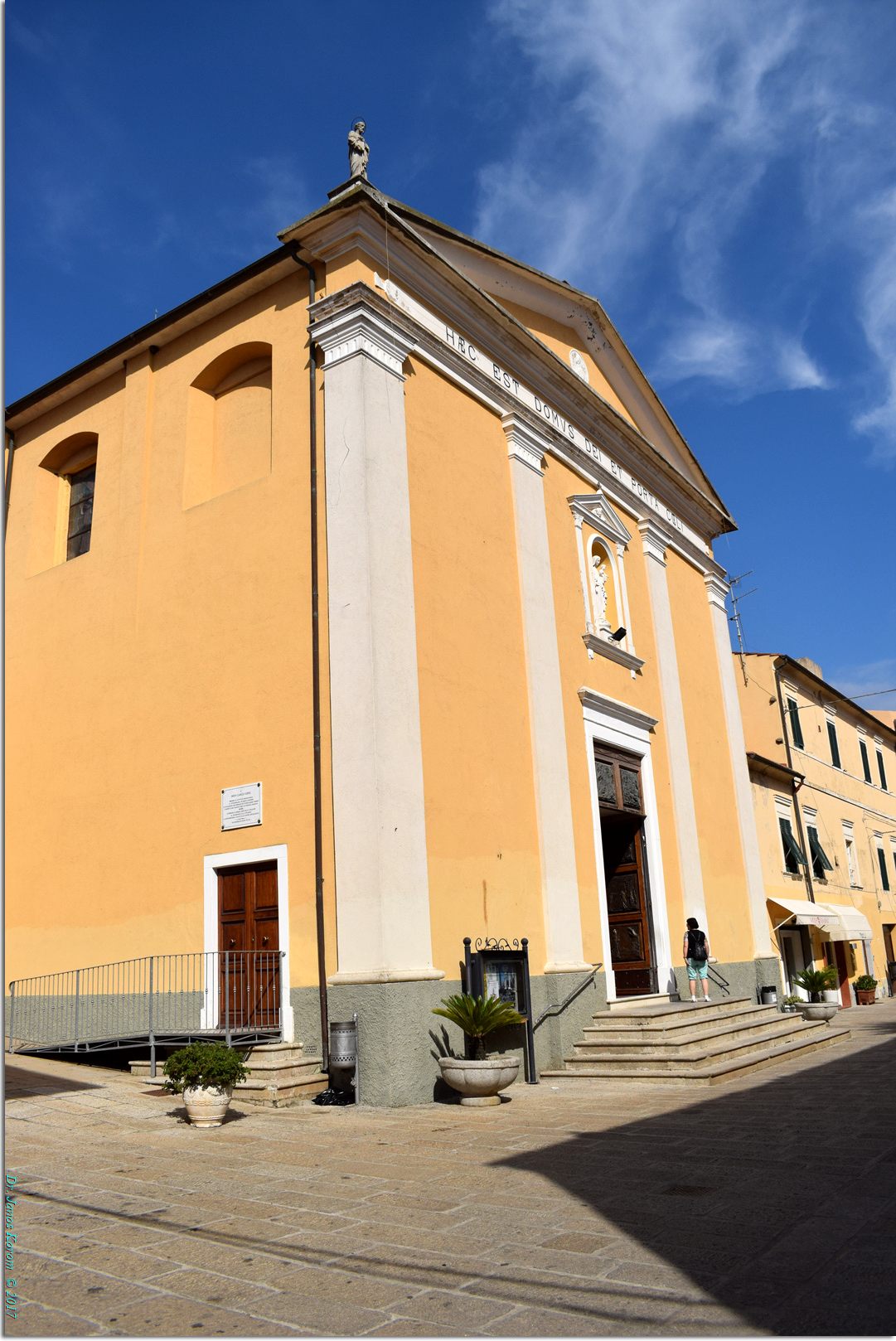
Iglesia de Santiago el Mayor (San Giacomo il maggiore)

En el interior del fuerte se encuentra una de las iglesias más bellas de la isla, que puede visitarse debido a la prisión, salvo en ocasiones especiales. Se trata de la iglesia de Santiago el Mayor, San Giacomo il maggiore. Gracias a ella, la plaza también se conoce como Fuerte de San Giacomo, así como Fuerte Longone o Fuerte Beneventano.
La estructura ha sufrido varias alteraciones: construida cuando se terminó la fortaleza en 1656, fue demolida poco después y reconstruida en 1720. De estilo barroco, con un majestuoso altar, en su día albergó valiosas obras de arte. Por ejemplo, un busto de plata de Santa Bárbara, de autor desconocido y que data del siglo XVII, hoy conservado en la iglesia del Carmine; y un óleo, también de Santa Bárbara.
El viajero francés Valérie contó que también había visto una escultura de un Cristo muerto, obra española, que consideraba la obra de arte más notable de Elba, hoy perdida. También hay testimonios de valiosos tapices y casullas de los que hoy no quedan vestigios.
La definición de Vincenzo Paoli es evocadora: tan suntuoso como un hidalgo y tan pomposo como una iglesia del setecento.